# الكويت في الألعاب العالمية 2025
شاركت الكويت في دورة الألعاب العالمية 2025 التي أقيمت في تشنغدو، الصين في الفترة من 7 إلى 17 أغسطس 2025.

## المنافسون
وفيما يلي قائمة بأعداد المتنافسين في الألعاب.
| رياضة                | الرجال | سيدات | المجموع |
| -------------------- | ------ | ----- | ------- |
| الكاراتيه            | 1      | 0     | 1       |
| ركوب القوارب السريعة | 2      | 0     | 2       |
| المجموع              | 3      | 0     | 3       |